# Ingvariella bispora
Ingvariella bispora — вид лишайників, що належить до монотипового роду  Ingvariella. Названий Urceolaria bispora італійським мікологом Франческо Багліетто у 1871 році.